# 261E busz (Budapest)
A budapesti 261E jelzésű autóbusz a Liget sor és az Örs vezér tere között közlekedik munkanapokon, kizárólag egy irányban. A viszonylatot a Budapesti Közlekedési Zrt. üzemelteti.

## Története
161E jelzéssel 1974. március 1-jén indult expresszjárat az Örs vezér tere és Rákoskeresztúr, Ferihegyi út között. 1977. január 1-jén a jelzése gyors 61E-re változott, a rákoskeresztúri buszvégállomást 1977. augusztus 1-jén adták át. A 61E busz a két végállomás között sehol sem állt meg.
2004-ben és 2005-ben a 2-es metró Deák tér – Stadionok közötti szakaszának felújításának idején a 61E mellett 161E jelzéssel egy másik expresszjárat indult a Blaha Lujza tér és Rákoskeresztúr, Városközpont között.
A 2-es metró Stadionok – Örs vezér tere közötti felújításakor 2007-ben a 161E június 9. és július 6. között a Keleti pályaudvar és Rákoskeresztúr, Városközpont között, míg július 7. és augusztus 19. között a Blaha Lujza tér és Rákoskeresztúr, Városközpont között járt.
A 2008-as paraméterkönyv bevezetésekor a 61E járat szerepét a 97E, 169E és a 261E együttesen vette át. A 97E Rákoskert felé, a 169E Pécel felé közlekedik gyorsjáratként az Örs vezér teréről, átszállásmentes utazást biztosítva.
2020. április 1-jén a koronavírus-járvány miatt bevezették a szombati menetrendet, ezért a vonalon a forgalom szünetelt. Az intézkedést a zsúfoltság miatt már másnap visszavonták, így április 6-ától újra a tanszüneti menetrend van érvényben, a szünetelő járatok is újraindultak.
2022. december 22-étől Rákoskeresztúr, városközpont helyett a rákosligeti Liget sortól indul, csak az Örs vezér tere felé. Követési ideje a korábbi 7-8 perc helyett 15-20 perc lett. Pótlására a korábbi útvonalán a hétköznap reggeli időszakban 161E jelzéssel 15 percenként közlekednek az autóbuszok, Rákoskeresztúr, városközponttól az Örs vezér tere irányába.

## Útvonala
| Liget sor – Ferihegyi út – XVIII. utca / Gyöngytyúk utca – Cinkotai út - Pesti út - Jászberényi út - Dreher Antal út – Élessarok – Fehér út – Örs vezér tere M+H vá. |

## Megállóhelyei
| 0  | Liget sor induló végállomás          | |
| 1  | Liszt Ferenc utca                    | 276E |
| 2  | Rákosliget vasútállomás              | 98, 176E, 198, 276E S80 |
| 2  | IV. utca                             | 98, 146, 146A, 176E, 198, 276E |
| 3  | Hősök tere                           | 98, 146, 146A, 176E, 198, 276E |
| 4  | XVIII. utca                          | 98, 146, 146A, 176E, 198, 276E |
| 5  | Tarack utca                          | 146, 146A, 176E, 276E |
| 7  | Gyöngytyúk utca                      | 46, 146, 146A, 176E, 276E |
| 8  | Rétsár utca                          | 46 |
| 10 | Kis utca                             | 97E, 161, 161A, 161E, 162, 169E, 195, 198, 202E, 262 |
| 11 | Borsó utca                           | 67, 97E, 161, 161A, 161E, 162, 169E, 195, 202E, 262 |
| 14 | Rézvirág utca                        | 67, 68, 161, 161A, 161E, 162, 195, 202E, 262, 268 |
| 24 | Örs vezér tere M+H érkező végállomás | 10, 31, 32, 44, 45, 67, 85, 85E, 97E, 131, 144, 161, 161A, 161E, 168E, 169E, 174, 176E, 231, 244, 276E, 277 80, 82, 82A 3, 62, 62A 410, 419, 430, 440, 441, 484, 485, 486, 505, 508, 509, 510 1040, 1049, 1070, 1075, 1077, 1078 |